# المنجرفون (فلم)
المنجرفون  (بالإنجليزية: The Sundowners) هو فيلم تم إنتاجه في أستراليا وصدر في سنة 1960.

## بطولة
- ديبورا كير
- روبرت ميتشوم

### ترشيحات وجوائز
| السنة | الحدث  | الفئة     | النتيجة |
| ----- | ------ | --------- | ------- |
|       | أوسكار | أفضل فيلم | ترشـيـح |

## وصلات خارجية
- مقالات تستعمل روابط فنية بلا صلة مع ويكي بيانات

1. ↑  "معلومات عن المنجرفون (فيلم) على موقع collections-search.bfi.org.uk". collections-search.bfi.org.uk. مؤرشف من الأصل في 2019-12-12.
2. ↑  "معلومات عن المنجرفون (فيلم) على موقع tcm.turner.com". tcm.turner.com. مؤرشف من الأصل في 2019-12-12.
3. ↑  "معلومات عن المنجرفون (فيلم) على موقع ssl.ofdb.de". ssl.ofdb.de. مؤرشف من الأصل في 2020-08-28.